# Municipio de Circleville
El municipio de Circleville (en inglés: Circleville Township) es un municipio ubicado en el condado de Pickaway en el estado estadounidense de Ohio. En el año 2010 tenía una población de 2389 habitantes y una densidad poblacional de 91,64 personas por km².

## Geografía
El municipio de Circleville se encuentra ubicado en las coordenadas 39°38′11″N 82°55′25″O / 39.63639, -82.92361. Según la Oficina del Censo de los Estados Unidos, el municipio tiene una superficie total de 26.07 km², de la cual 25,54 km² corresponden a tierra firme y (2,04 %) 0,53 km² es agua.

## Demografía
Según el censo de 2010, había 2389 personas residiendo en el municipio de Circleville. La densidad de población era de 91,64 hab./km². De los 2389 habitantes, el municipio de Circleville estaba compuesto por el 97,7 % blancos, el 0,54 % eran afroamericanos, el 0,17 % eran amerindios, el 0,33 % eran asiáticos, el 0,46 % eran de otras razas y el 0,8 % eran de una mezcla de razas. Del total de la población el 0,71 % eran hispanos o latinos de cualquier raza.